# C'est la faute à Rio
Pour plus de détails, voir Fiche technique et Distribution.
C'est la faute à Rio (titre original : Blame It on Rio) est un film américain réalisé par Stanley Donen, sorti en 1984.

## Synopsis
Deux amis partent en vacances à Rio avec leurs jeunes filles. L'un des deux est séduit par la fille de l'autre... Les conséquences ne sont pas si aisées à maîtriser.

## Fiche technique
- Titre original : Blame It on Rio
- Scénario : Charlie Peters & Larry Gelbart
- Pays de production :  États-Unis
- Langue : anglais, portugais brésilien
- Couleur (Metrocolor)
- Son : stéréo
- Classification : Canada : A (Nouvelle-Écosse) / 13+ (Québec) / PA (Manitoba) / A (Ontario) | USA : R
- Genre : Comédie dramatique
- Durée : 100 min
- Dates de sortie :
  - États-Unis : 17 février 1984
  - France : 5 septembre 1984
- Affiche : Michel Landi (France)

## Distribution
- Michael Caine (VF : Gabriel Cattand) : Matthew Hollis
- Joseph Bologna (VF : Serge Lhorca) : Victor Lyons
- Valerie Harper (VF : Monique Thierry) : Karen Hollis
- Michelle Johnson (VF : Agathe Mélinand) : Jennifer Lyons
- Demi Moore (VF : Françoise Dasque) : Nicole 'Nikki' Hollis
- Michael Menaugh (VF : Vincent Violette) : Peter

## Autour du film
C'est la faute à Rio est un remake du film français Un moment d'égarement de Claude Berri, sorti en 1977. Michael Caine et Joseph Bologna y reprennent respectivement les rôles tenus dans le film d'origine par Jean-Pierre Marielle et Victor Lanoux, tandis que Michelle Johnson et Demi Moore reprennent ceux tenus par Agnès Soral et Christine Dejoux.
Jeune mannequin sans expérience de comédienne, Michelle Johnson est choisie parmi 300 postulantes pour son côté « extraverti ». Ses nombreuses scènes dénudées attirent l'attention des médias lors de la sortie du film. Elle est ensuite nommée pour recevoir le prix parodique de la « pire révélation » (worst new star) lors des Razzie Awards 1985.